# Мідвей (біля Скоттсберга, округ Галіфакс, Вірджинія)
36°47′54″ пн. ш. 78°46′42″ зх. д. / 36.79833° пн. ш. 78.77833° зх. д.
Мідвей — це невключена громада в окрузі Галіфакс, Вірджинія, США, поблизу Скоттсберга. Вона розташована на висоті 127 метрів над рівнем моря.